# SIAI Marchetti S.211
Le SIAI Marchetti S-211 est un biplace d'entraînement militaire et d'appui tactique à réaction italien. Cet appareil a été développé par SIAI Marchetti. Aermacchi a absorbé SIAI Marchetti en 1997 et poursuivi le développement de cet appareil, annonçant en 2005 une nouvelle version désignée Aermacchi M-311.

## SIAI Marchetti S.211

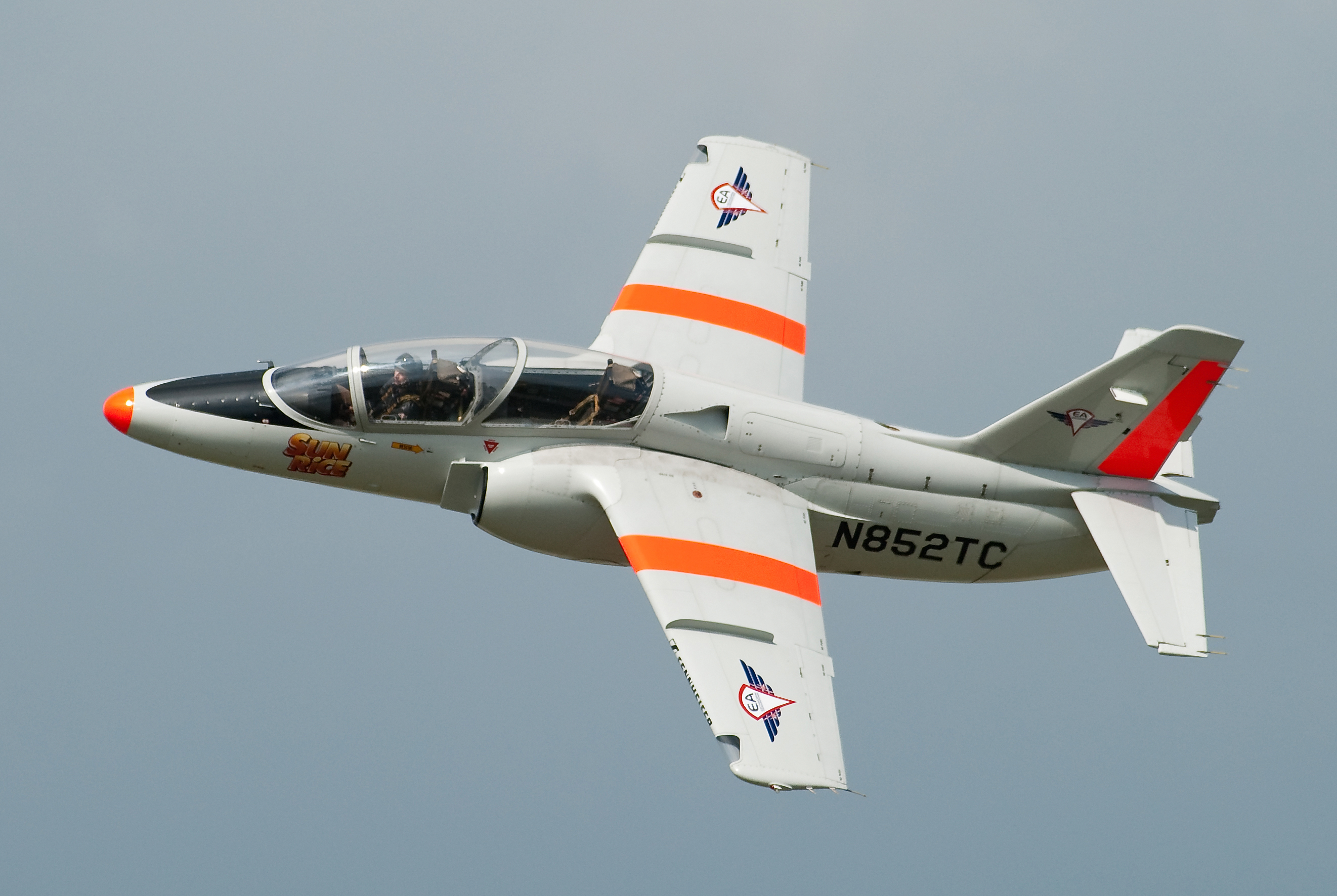
Un S.211 privé en vol.

C’est en 1976 que SIAI Marchetti entreprit le développement d’un biplace d'entraînement destiné aux forces aériennes déjà utilisatrices du SIAI Marchetti SF.260. Présenté officiellement au Salon du Bourget en 1977, le projet suscita un certain intérêt, justifiant la construction de trois prototypes [I-SITF, I-SIJF et I-TFSI] . Le premier exemplaire a effectué son premier vol le 10 avril 1981. 70 exemplaires ont été construits, dont 30 livrés à Singapour, et 24 aux Philippines, à partir de 1984. Une cellule a été utilisée pour des essais statiques, 4 appareils non vendus ont été livrés en kit au groupe Aerotech (en), 4 biplaces destinés à Haïti cédés à une société américaine, 1 appareil jamais achevé et 7 (dont les 3 prototypes) utilisés sous immatriculations civiles par SIAI Marchetti à des fins de promotion ou pour des essais divers.

## Trois commandes militaires

### Singapour

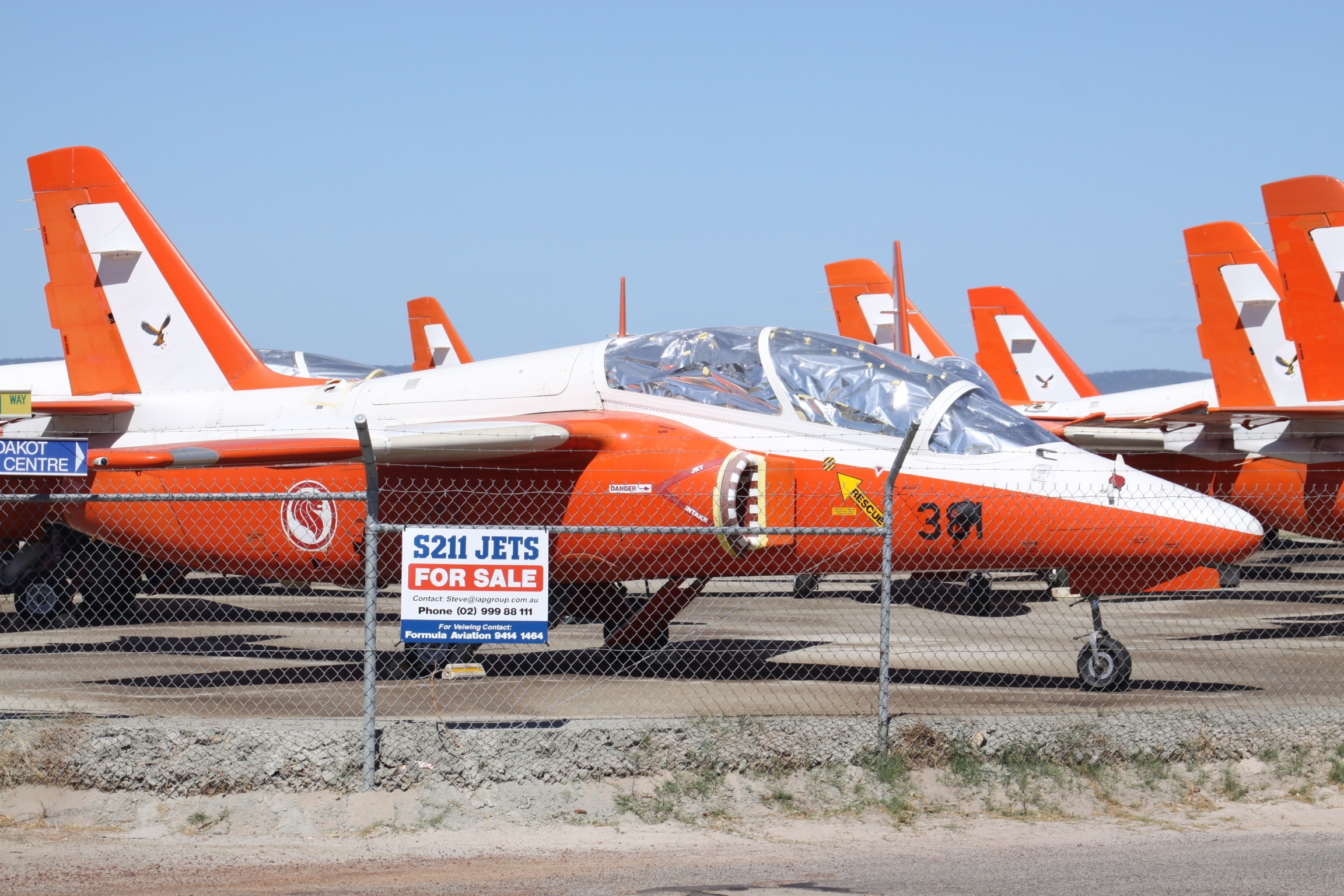
S.211 à vendre en 2012.

30 avions, dont 24 assemblés par Singapore Aircraft Industries, serials [340-349 et 380-399]. Ces avions équipent les no 130 et no 131 Squadrons. 2 avions ont été perdus en 1998 [388 & 346], 1 en 2001 [393], 1 en 2004 [397] et 1 en 2006 [382]. Ces pertes ont été partiellement compensées par le rachat de deux appareils [338-339] provenant de la commande haïtienne. Les 24 avions ont été retirés du service en 2008 et repris par une société australienne qui cherche à les revendre,.

### Philippines

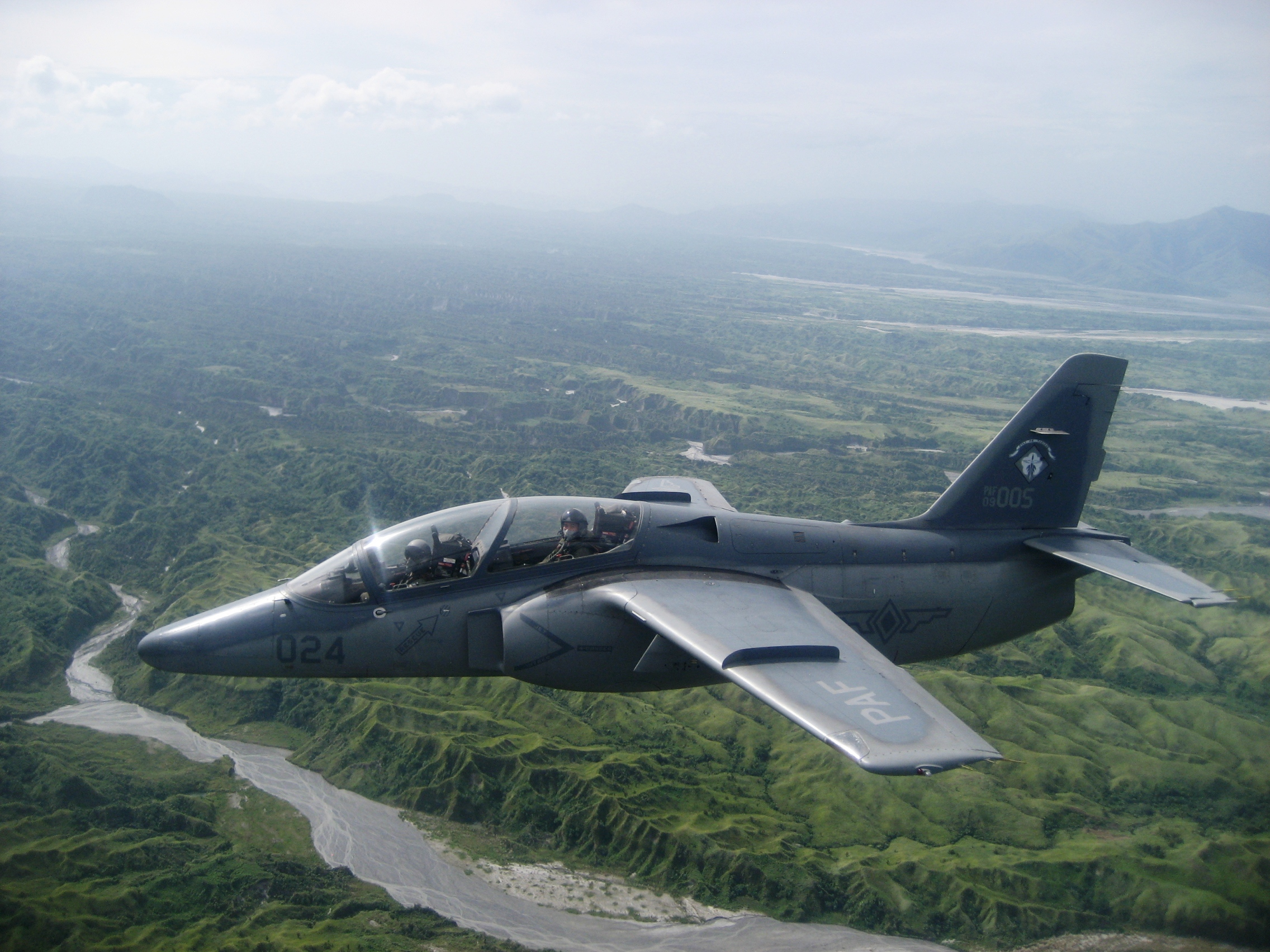
Un S.211 en vol en 2007

24 avions pour la Force aérienne philippine, dont 18 assemblés par Philippine Aerospace Development Corp, serials [07001/18 et 09001/6]. ils ont été versés aux no 105 Training Squadron et no 7 Tactical Fighter Squadron. Au moins 7 exemplaires ont été perdus en 1992 (2), 1993 (1), 1995 (1), 1998 (1), 2002 (1), 2012 (1) . En 2012, cinq sont en service ou en maintenance, d'autres sont en cours de reconditionnement. Quelques-uns sont toujours en service en 2025.

### Haïti
Haïti étant incapable de payer les 4 avions commandés, ceux-ci ont été vendus à des utilisateurs civils américains, dont un à Larry Ellison, richissime dirigeant de la firme informatique Oracle Corporation. Deux de ces appareils ont depuis été revendus à Singapour.

## SIAI Marchetti S.211A et le programme JPATS
Associé à Grumman (puis Northrop Grumman à partir de 1994), SIAI Marchetti a proposé à l’USAF et l’US Navy une version plus puissante du S.211 dans le cadre du programme Joint Primary Aircraft Training System (en) (JPATS), programme lancé en 1988 et remporté en 1995 par le tandem Raytheon/Pilatus avec le T-6 Texan II. Il était doté d'un turboréacteur Pratt & Whitney JT15D-5C de 1 448 kgp. Devenus inutiles après le choix américain, les deux prototypes S.211A [I-PATS & I-JPAT] ont été modifiés par Aermacchi en prototypes M-311.

### Développement lié
- Alenia Aermacchi M-311

### Aéronefs comparables
- CASA C-101
- Dassault/Dornier Alpha Jet
- FMA IA 63 Pampa (en)